# Mocha (wyspa)
Mocha (hiszp. Isla Mocha) – mała wyspa należąca do Chile, zlokalizowana na Pacyfiku, na zachód od wybrzeża prowincji Arauco, w regionie Biobio. Wyspa ma ok. 48 km² powierzchni z małym pasmem górskim na linii północ-południe. Najwyższe wzniesienie wynosi 300 m n.p.m.
Od 1988 około 45% powierzchni wyspy zajmuje teren rezerwatu przyrodniczego La Corporación Nacional Forestal (CONAF). Wyspa jest zamieszkana m.in. przez endemiczny gatunek gryzoni z rodzaju Octodon – koszatniczkę pacyficzną.

## Historia

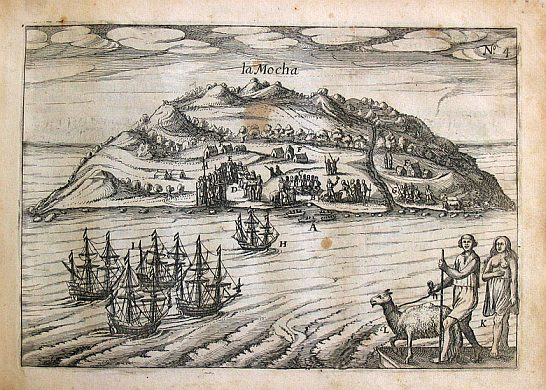
Rycina przedstawiająca najazd Holendrów na przebywających na wyspie piratów (1616)
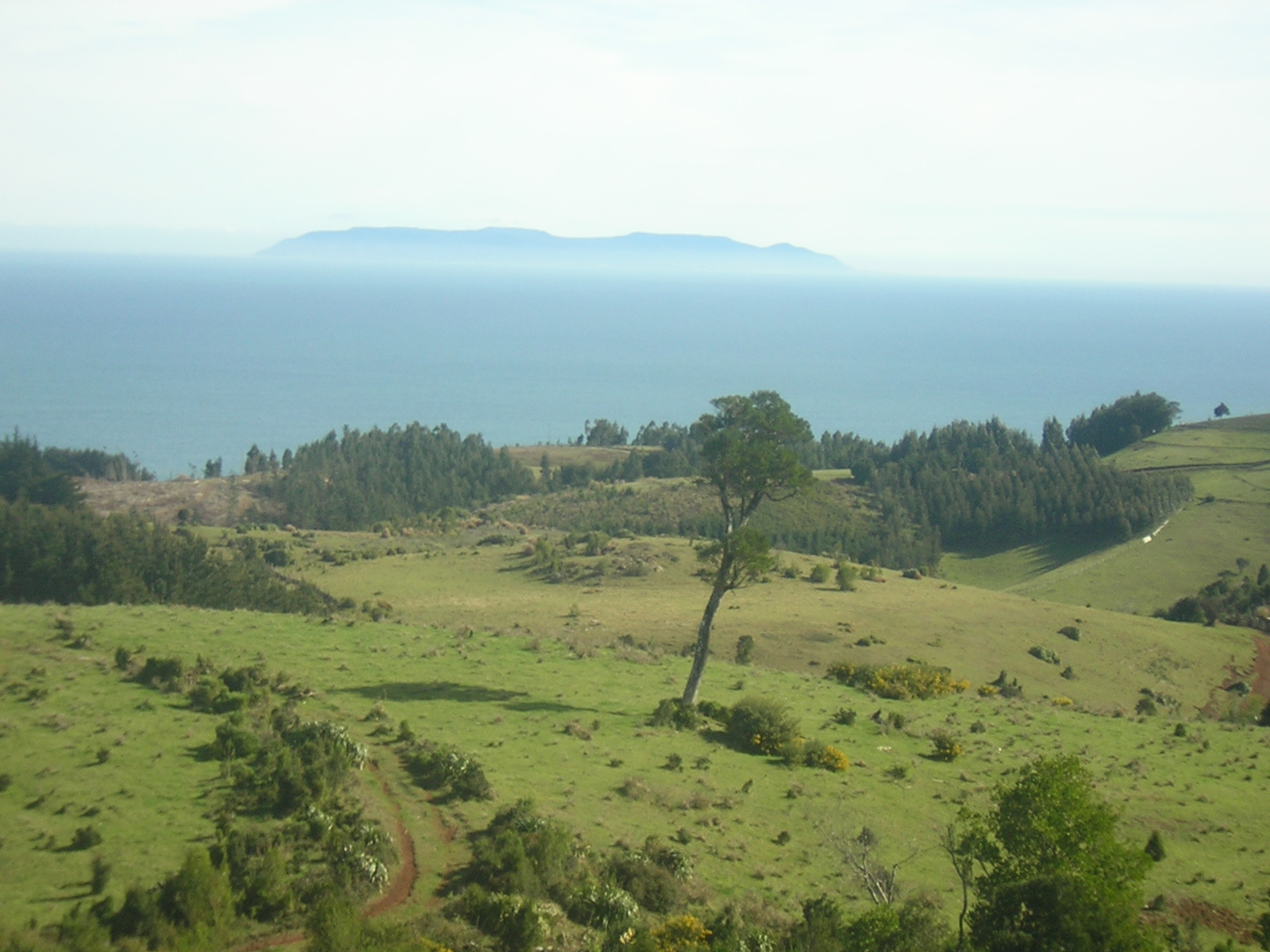
Wyspa widziana z lądu stałego

Mocha była w przeszłości zamieszkana przez Mapuczy znanych też pod nazwą Lafkenches. Została odkryta przez Juana Bautistę Pastene 10 września 1544 i nazwana Isla de San Nicolas de Tolentino.
Mocha była regularnie odwiedzana przez piratów z Holandii i Anglii. Później Francis Drake i Olivier van Noort korzystali z wyspy jako swojego zaplecza i bazy wypadowej. Kiedy Francis Drake odwiedził ją podczas swojego rejsu dookoła świata, został raniony przez członków tubylczego plemienia Mapuczy. Ostatecznie w 1685 Mapucze zostali stąd deportowani na mocy decyzji gubernatora José de Garro do redukcji misyjnej, mieszczącej się na prawym brzegu rzeki Biobio, w miejsce nazwane Doliną Mocha. Obecnie w tym miejscu znajduje się miasto Concepcion.
Wody otaczające wyspę uważane są za siedlisko słynnego w XIX wieku kaszalota zwanego Mocha Dick. Historia statku wielorybniczego Essex, który w 1820 roku został staranowany przez kaszalota 'mocha dick', była inspiracją dla stworzenia w 1851 przez Hermana Melville fikcyjnej postaci białego wieloryba Moby Dick.

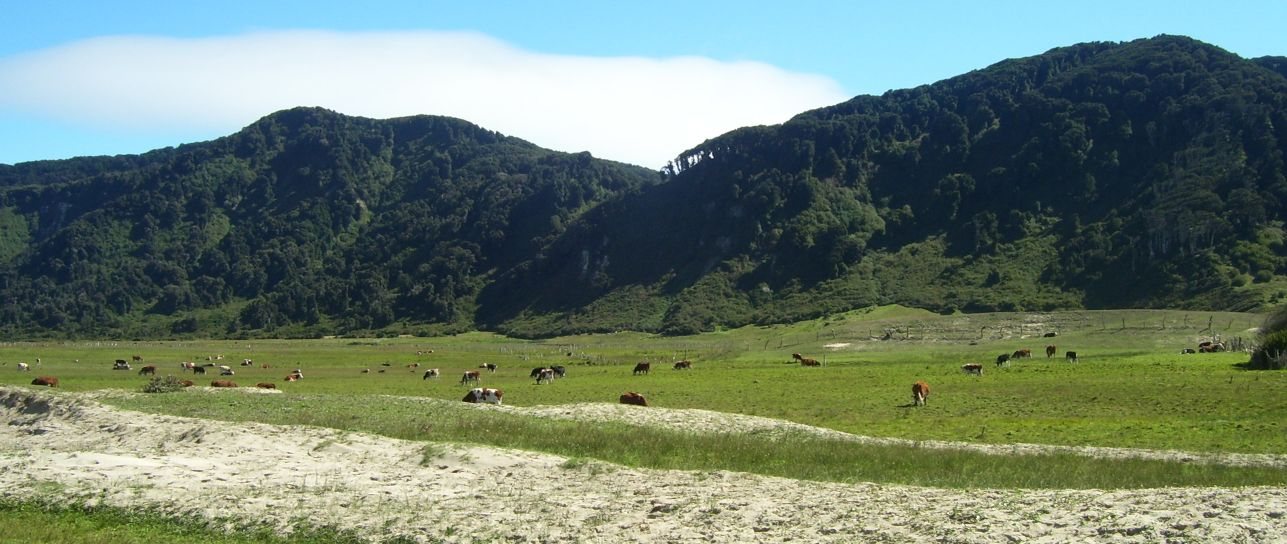
Wybrzeża wyspy Mocha